# 斉藤まなか
斉藤 まなか（さいとう まなか、7月25日 - ）は、日本の声優、女優、アイドル。女性アイドルグループ・手羽先センセーションの元メンバー。ロリータ声優アイドルユニット『Ellememe』のメンバー。愛称はまぁちゃん。

## 略歴
- 2017年9月24日に手羽先センセーションの2期生として加入。2020年10月4日に声優を目指すためにグループを卒業。卒業後は舞台を中心に活躍をしている。
- 2022年5月9日より劇団☆ディアステージに所属している。[4]
- 2023年10月10日に劇団☆ディアステージを11月末で退所することを発表した。[5]
- 2023年12月よりフリーで活動。
- 2024年11月10日よりDRAWS A DREAMに所属
- 2024年12月28日にロリータ声優アイドルユニット『Ellememe』に新メンバーとして加入したことを発表。担当カラーは白で担当ロリータはロココロリータ。[6]

## 人物・エピソード
- 趣味はアニメ・映画鑑賞[7]、カードゲーム[8]（ポケモンカード[9]、デジモンカード）、シール集め、キャラクターカフェに行くことである。
- 特技はソフトクリームを上手に巻くこと[10]（2022年05月09日の劇デちゃん！のyell配信にてソフトクリームを巻く動きを披露している）、たこ焼きを上手にひっくり返すこと、早口言葉、書道（書道部3年）[11]、持久走[12]、球技[13]、ソフトテニス、イラスト（画伯）である。
- 好きなものはサンリオ、プリキュア、ご当地キャラ[14]で、部屋にはサンリオのぬいぐるみがいっぱい飾られている。
- 好きな色はピンク、水色である。

## 出演

### 舞台

#### 2021年
- コインランドリーシンドローム（2021年6月22日 - 27日、日暮里d-倉庫） - 酒井すず 役
- ポッケの中の折々（2021年8月11日 - 15日、新宿シアターブラッツ） - 綿貫友美 役
- 永遠にムーン（2021年9月21日 - 26日、日暮里d-倉庫） - 桜井エリナ 役
- 遠い遠い国のどこかで（2021年10月13日 - 17日、シアター711） - せいか 役
- 彼女はきっと魔法を使う2021（2021年11月20日 - 23日、ラゾーナ川崎プラザソル） - 冬月灯 役
- 必ずあがる（2021年12月15日 - 19日、新宿シアターブラッツ） - みりりん 役
- （朗読劇）クロミネンス・クロニクル（2021年12月8日 - 12日、阿佐ヶ谷・アルシェ） - 時空刑事セレス 役、女など

#### 2022年
- 劇団ディアステージ第4回公演「トラブルメーカー」（2022年1月19日 - 23日、シアターKASSAI） - 新人刑事寺田光 役
- 明治少女探偵譚～真偽五右衛門篇～（2022年3月26日 - 27日、中板橋新生館スタジオ） - 四十八願サヨ 役
- かえってきたQUEEN DOM～文化女子の戦におけるかくも腹黒き百花繚乱戦国絵巻～（2022年6月2日 - 5日、CBGKシブゲキ！！） - 荻野さくら 役
- イリクラ2022～Iridescent Clouds～（2022年7月14日 - 19日、CBGK） - 葉月 役 ※新型コロナウイルスの影響で公演中止[15]
- 劇団ディアステージ第5回公演「笑女A」（2022年9月7日 - 11日、シアターKASSAI） - もも 役
- （朗読劇）たすき（2022年10月20日 - 23日、シアターグリーンBASE THEATER）
- モノラボ第2回公演「結婚クリスマス」（2022年12月8日 - 11日、築地本願寺ブディストホール）

#### 2023年
- 劇団ディアステージ第6回公演「テイクショットをもう一度-カーリングと私たちの激アツな日々-」（2023年1月18日 - 22日、シアターKASSAI） - 冴＆静 役
- RAVE☆塾vol.7『かえってきた璃色リベリオン』（2023年2月2日 - 5日、築地本願寺ブディストホール） - 探偵部 伊山 役
- RAVE☆塾vol.8『かえってきたWteen【Bチーム】』（2023年3月30日 - 4月2日、築地本願寺ブディストホール） - 後輩チア部 遠山 役
- カラスカ公演「気まぐれなクロノス」（2023年4月19日 - 23日、築地本願寺ブディストホール） - 宝船ルビー 役
- RAVE☆塾vol.9『超嬢エクストラ〜森の中を彷徨うサイキック乙女達は革命の夢を見る〜』（2023年5月19日 - 21日、築地本願寺ブディストホール） - 柘植百合 役
- 劇団ディアステージ第7回公演「トラブルメーカーwww2・隣の星は青く見える」（2023年7月5日 - 9日、築地本願寺ブディストホール） - 寺田光 役
- フライドBALL企画vol.60『月は見えているか』（2023年8月30日 - 9月3日、新宿THEATER BRATS） - 弁士＆ロリィ婆 役
- 『GOSTAY DX』（2023年10月11日 - 10月15日、劇場MOMO） - 東高円寺なつみ 役
- 「リベンジ・ライフ」（2023年11月22日 - 11月26日、中野テアトルBONBON） - ADハヤシタカコ 役

#### 2024年
- 『青空メロディーズ～We are baseball girls！！～』"青空高校vsイソノ高校"第一回戦（2024年2月1日 - 2月4日、大塚萬劇場） - 日野まなか 役
- 劇団バルスキッチン第33回公演『どぎまぎメモリアル ～まぎまぎブルーver.～』（2024年3月27日 - 31日、バルスタジオ） - 藍堂瑠奈 役
- LIVEDOG「YELL (エール)」（2024年5月24日 - 6月2日、中目黒キンケロシアター） - 霊媒クラブ 織田睦美 役
- プロダクションピエロプロデュース 舞台『三国ワルキューレ』（2024年8月14日 - 18日、シアター風姿花伝）※16日の公演は台風の影響により中止
- 朗読劇「涙箱vol.8」〜忘れスガレル彼岸花〜（2024年9月5日 - 8日、阿佐ヶ谷シアターシャイン） - 霜川郁 役
- 三栄町LIVE×黒川一将プロデュース公演「ゆきどけと、ともに」東京公演（2024年10月18日 - 29日、三栄町 LIVE STAGE）
- ものづくり計画「AIとNOZOMIと猛毒CANDY」（2024年11月6日 - 10日、テアトルBONBON） - 伊藤マイ 役

### 朗読

#### 2024年
- Voice ＆ Stories予選Ｃブロック 牢毒蝶 vs. 走れチュロス　「壇上のメリークリスマス」（2024年12月8日、ESPエンタテイメント東京 12号館ホール） - 大楠悠

#### 2025年
- ボイスト新春特別オンライン公演 kIllIng mE VS.牢毒蝶 VS. ダンデライオン 三つ巴交流戦『それぞれの箱の中身』（2025年1月15日、オンライン公演） - 大楠悠 役
- ボイストオンライン公演 あかねさす VS.牢毒蝶　『間違いだらけのこの世界で。～君がやり直したいこと～』（2025年3月21日、オンライン公演） - 大楠悠 役
- ボイスト 本戦前夜祭 ～君に伝えたいことがある～ 私たちの決意表明（2025年6月1日、シアター代官山） - 大楠悠 役
- 朗読劇ハナカク（2025年6月6日 - 8日、ファンファーレ東新宿） - 深山冬海 役